# Loon LLC

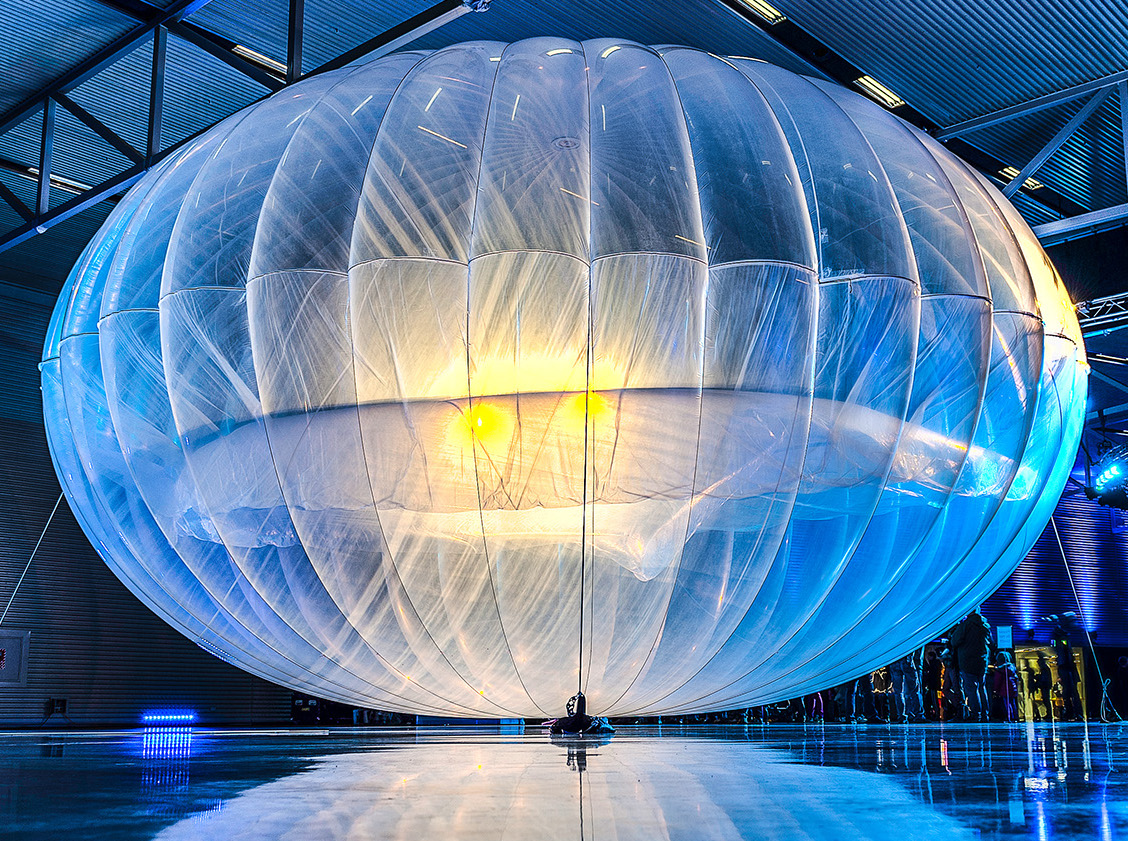
Globo Google Project Loon.

El Proyecto Loon, fue un proyecto de telecomunicaciones que proporcionaba acceso a internet para zonas rurales y remotas utilizando globos de helio de gran altitud, situados en la estratosfera a una altura de unos 20 km, para crear una red inalámbrica aérea de velocidad 5G.

## Historia
Loon LLC comenzó el 17 de junio de 2013 un programa piloto en  Nueva Zelanda, donde lanzaron a la estratosfera 12 globos y de un material durable, funcionaban con paneles solares permitiendo propagar la señal de internet. Más tarde se lanzaron otros 30 globos de 15 metros de diámetro que pretenden proveer conexión a internet al emitir señales  Wi-Fi que se recibían por medio de una antena del tamaño de una pelota de baloncesto.

## Funcionamiento
Los globos del Proyecto Loon viajan por la estratósfera donde generalmente los vientos son estables aunque bastante lentos (de 8 a 32 km/h), con capas de viento que varían en dirección y en magnitud. El Proyecto Loon utiliza algoritmos de software para determinar hacia dónde deben dirigirse los globos y, luego los traslada a una capa de viento que sople en la dirección requerida. Como los globos se desplazan con el viento, es posible dirigirlos para formar una gran red de comunicaciones.